# Campeonato Mundial de Atletismo de 2005 - Lançamento de dardo masculino
O lançamento de dardo  masculino no Campeonato Mundial de Atletismo de 2005 foi realizada no Estádio Olímpico, em Helsinque, na Finlândia, entre os dias 9 e 10 de dezembro de 2005.

## Recordes
Antes desta competição, os recordes mundiais e do campeonato nesta prova eram os seguintes:
| Tipo                  | Atleta      | Distância | Local    | Data                 |
| --------------------- | ----------- | --------- | -------- | -------------------- |
|                       | Jan Zelezný | 98.48     | Jena     | 25 de maio de 1996   |
| Recorde do campeonato | Jan Zelezný | 92.80     | Edmonton | 12 de agosto de 2001 |

## Medalhistas
| Ouro                | Prata                     | Bronze               |
| Andrus Värnik (EST) | Andreas Thorkildsen (NOR) | Sergey Makarov (RUS) |

## Calendário
Todos os horários estão no horário local (UTC+2)
| Data         | Horário | Fase         |
| ------------ | ------- | ------------ |
| 9 de agosto  | 11:45   | Qualificação |
| 10 de agosto | 20:20   | Final        |

## Resultados

### Qualificação
Qualificação: 81.00 m (Q) ou as 12 melhores performances (q).
Grupo A
| Pos. | Geral | Atleta              | Nacionalidade | Tentativas | Tentativas | Tentativas | Marca | Notas                |
| Pos. | Geral | Atleta              | Nacionalidade | 1          | 2          | 3          | Marca | Notas                |
| ---- | ----- | ------------------- | ------------- | ---------- | ---------- | ---------- | ----- | -------------------- |
| 1    | 1     | Sergey Makarov      | Rússia        | 85.08      | —          | —          | 85.08 | Q                    |
| 2    | 3     | Andreas Thorkildsen | Noruega       | 81.45      | —          | —          | 81.45 | Q                    |
| 3    | 7     | Aki Parviainen      | Finlândia     | 79.48      | X          | —          | 79.48 | q                    |
| 4    | 9     | Ēriks Rags          | Letônia       | 78.79      | X          | X          | 78.79 | q                    |
| 5    | 10    | Guillermo Martínez  | Cuba          | 75.28      | 78.37      | X          | 78.37 | q                    |
| 6    | 11    | Mark Frank          | Alemanha      | 76.76      | 73.08      | 77.87      | 77.87 | q                    |
| 7    | 12    | Tomas Intas         | Lituânia      | 77.08      | X          | X          | 77.08 | q                    |
| 8    | 13    | Nick Nieland        | Grã-Bretanha  | 74.61      | 76.62      | 76.71      | 76.71 |                      |
| 9    | 15    | Stefan Müller       | Suíça         | 76.30      | 71.54      | 69.93      | 76.30 |                      |
| 10   | 19    | Marián Bokor        | Eslováquia    | 74.27      | 74.70      | 74.81      | 74.81 |                      |
| 11   | 20    | Firas Al-Mohamed    | Síria         | 72.63      | X          | X          | 72.63 | Recorde da temporada |
| 12   | 22    | Gergely Horváth     | Hungria       | 67.04      | 72.33      | 71.81      | 72.33 |                      |
| 13   | 23    | Francesco Pignata   | Itália        | 71.13      | 72.17      | 66.96      | 72.17 |                      |
| 14   | 24    | Gabriel Wallin      | Suécia        | 68.72      | 63.50      | 72.04      | 72.04 |                      |
| 15   | 29    | Oleg Statsenko      | Ucrânia       | X          | X          | 64.44      | 64.44 |                      |
| 16   | 31    | Shaka Sola          | Samoa         | 38.31      | 41.18      | —          | 41.18 | Recorde pessoal      |

Grupo B
| Pos. | Geral | Atleta             | Nacionalidade      | Tentativas | Tentativas | Tentativas | Marca | Notas                |
| Pos. | Geral | Atleta             | Nacionalidade      | 1          | 2          | 3          | Marca | Notas                |
| ---- | ----- | ------------------ | ------------------ | ---------- | ---------- | ---------- | ----- | -------------------- |
| 1    | 2     | Tero Pitkämäki     | Finlândia          | 82.21      | —          | —          | 82.21 | Q                    |
| 2    | 4     | Andrus Värnik      | Estónia            | 74.83      | X          | 80.97      | 80.97 | q                    |
| 3    | 5     | Ainārs Kovals      | Letônia            | X          | 80.80      | 78.05      | 80.80 | q                    |
| 4    | 6     | Alexandr Ivanov    | Rússia             | 79.65      | 76.00      | —          | 79.65 | q                    |
| 5    | 8     | Scott Russell      | Canadá             | 79.45      | 77.11      | X          | 79.45 | q                    |
| 6    | 14    | Christian Nicolay  | Alemanha           | 76.68      | X          | 72.35      | 76.68 |                      |
| 7    | 16    | Vadims Vasilevskis | Letônia            | 75.76      | X          | 76.16      | 76.16 |                      |
| 8    | 17    | Lohan Rautenbach   | África do Sul      | X          | 75.94      | X          | 75.94 |                      |
| 9    | 18    | Li Rongxiang       | China              | 74.95      | X          | X          | 74.95 |                      |
| 10   | 21    | Esko Mikkola       | Finlândia          | 71.87      | 72.54      | 71.50      | 72.54 |                      |
| 11   | 25    | John Hetzendorf    | Estados Unidos     | X          | 70.16      | 70.49      | 70.49 |                      |
| 12   | 26    | Ronny Nilsen       | Noruega            | 70.07      | —          | —          | 70.07 |                      |
| 13   | 27    | Yukifumi Murakami  | Japão              | X          | 67.84      | 68.31      | 68.31 |                      |
| 14   | 28    | Vadim Bavikin      | Israel             | 66.03      | 66.74      | X          | 66.74 |                      |
| 15   | 30    | Dejan Angelovski   | Macedônia do Norte | 56.66      | 58.23      | 55.83      | 58.23 | Recorde da temporada |

### Final
A final ocorreu dia 10 de agosto às 20:20.
| Pos.              | Atleta              | Nacionalidade | Tentativas | Tentativas | Tentativas | Tentativas | Tentativas | Tentativas | Marca | Notas |
| Pos.              | Atleta              | Nacionalidade | 1          | 2          | 3          | 4          | 5          | 6          | Marca | Notas |
| ----------------- | ------------------- | ------------- | ---------- | ---------- | ---------- | ---------- | ---------- | ---------- | ----- | ----- |
| Medalha de ouro   | Andrus Värnik       | Estónia       | 79.06      | X          | 76.47      | 87.17      | 85.29      | X          | 87.17 |       |
| Medalha de prata  | Andreas Thorkildsen | Noruega       | 78.36      | 81.52      | 83.41      | 85.71      | 86.18      | X          | 86.18 |       |
| Medalha de bronze | Sergey Makarov      | Rússia        | 80.77      | 83.30      | 79.95      | 83.48      | 82.55      | 83.54      | 83.54 |       |
| 4                 | Tero Pitkämäki      | Finlândia     | 75.44      | X          | 79.64      | 81.27      | X          | X          | 81.27 |       |
| 5                 | Alexandr Ivanov     | Rússia        | 77.93      | 79.14      | X          | X          | X          | 77.12      | 79.14 |       |
| 6                 | Ēriks Rags          | Letônia       | 73.12      | 78.77      | X          | X          | X          | 77.34      | 78.77 |       |
| 7                 | Ainārs Kovals       | Letônia       | 74.05      | X          | 77.61      | X          | X          | X          | 77.61 |       |
| 8                 | Mark Frank          | Alemanha      | 75.82      | 73.19      | 71.17      | X          | 77.56      | X          | 77.56 |       |
|                   |                     |               |            |            |            |            |            |            |       |       |
| 9                 | Aki Parviainen      | Finlândia     | 74.86      | 70.88      | X          |            |            |            | 74.86 |       |
| 10                | Guillermo Martínez  | Cuba          | 72.68      | 69.42      | X          |            |            |            | 72.68 |       |
| 11                | Tomas Intas         | Lituânia      | X          | X          | 70.11      |            |            |            | 70.11 |       |
| 12                | Scott Russell       | Canadá        | 62.33      | X          | 68.59      |            |            |            | 68.59 |       |

Legenda
| Recorde mundial       | Recorde mundial (World record)               |                       | Recorde africano                      | Recorde africano (African) |                                           | Q | Classificado por posição (Qualified) |
| Recorde do campeonato | Recorde do campeonato (Championship record)  | Recorde da América    | Recorde da América (Americas)         | q                          | Classificado por melhor tempo (Qualified) |   |                                      |
| Melhor marca do ano   | Melhor marca do ano (World leading)          | Recorde asiático      | Recorde asiático (Asian)              | DNS                        | Não largou (Did not start)                |   |                                      |
| Recorde nacional      | Recorde nacional (National record)           | Recorde europeu       | Recorde europeu (European)            | DNF                        | Não terminou (Did not finish)             |   |                                      |
| Recorde pessoal       | Recorde pessoal do atleta (Personal best)    | Recorde da Oceania    | Recorde da Oceania (Oceania)          | DSQ / DQ                   | Desclassificado (Disqualified)            |   |                                      |
| Recorde da temporada  | Recorde da temporada do atleta (Season best) | Recorde sul-americano | Recorde sul-americano (South America) | NM                         | Sem marca (No mark)                       |   |                                      |